# Pulau Juha
Pulau Juha är en ö i Indonesien.   Den ligger i provinsen Moluckerna, i den östra delen av landet, 2 300 km öster om huvudstaden Jakarta. Arean är 0,10 kvadratkilometer.
Terrängen på Pulau Juha är mycket platt. Öns högsta punkt är 5 meter över havet. 